# Miklós Szabados
Miklós Szabados, född 7 mars 1912 i Budapest, Ungern, död 12 februari 1962 i Sydney, Australien, var en ungersk-australisk bordtennisspelare.
Szabados var en av de två mest framgångsrika manliga bordtennisspelarna under sin tid (den andre var Viktor Barna) och vann 15 guldmedaljer i VM i bordtennis, inklusive singeltiteln 1931.

## Karriär
När han fyllde tretton år fick han ett bordtennisset av sin mamma och kom att utveckla en passion för spelet. Han vann sin första stora tävling i Ungern 1927.
I VM i bordtennis kom han att vinna sex dubbeltitlar tillsammans med Viktor Barna, tre i mixed dubbel (med Mária Mednyánszky), fem stycken som medlem i det ungerska Swaythling Cup-laget (herr-VM). 1931 gjorde han storslam genom att vinna singeltiteln, dubbeln, mixed dubbeln och Swaythling Cup (lagtävlingen).
Han började läsa till ingenjör vid Humboldt-Universität zu Berlin, i Berlin, Tyskland, men då han var av judisk härkomst flydde han till Paris 1933 och 1936 flyttade han till Storbritannien.
I augusti 1937 kom Szabados och landsmannen Istvan Kelen till Adelaide i Australien på en världsturnering. Sponsrade av New South Wales Table Tennis Association spelade de uppvisningsmatcher i Adelaide och Melbourne och deltog sedan i australiska mästerskapen. Där vann ungrarna varje match; Szabados vann sedan singelfinalen över Kelen i fyra raka set och dubbelfinalen med honom i raka set. Efter Australien fortsatte de sedan vidare till bland annat Kina, Japan och Sydamerika.
1939 återkom Szabados till Australien och bosatte sig i Sydney. 1941 ägde han en egen bordtennisklubb och i december samma år gifte han sig med Marie Alice Bracher, som han fick ett barn med innan de skiljde sig 1954.
Han vann australiska mästerskapen i singel (1950 och 1952), dubbel (1950) och mixed dubbel (1955).
Under 1940- och 1950-talen drev han framgångsrikt flera bordtennisakademier och fick fram flera duktiga spelare. Två av dem, Cliff McDonald (1959, 1964 och 1966) och Michael Wilcox (1963 och 1967) vann singeltiteln i australiska mästerskapen.
Han spelade även uppvisningsmatcher mot olika kändisar, till exempel Bobby Riggs (1948) och pianisten Julius Katchen (1955).

## Halls of Fame
- 1987 valdes han in i International Jewish Sports Hall of Fame.
- 1993 valdes han in i International Table Tennis Foundation Hall of Fame.[1]

## Meriter
- VM i bordtennis
  - 1929 i Budapest
    - 2:a plats singel
    - 1:a plats dubbel (med Viktor Barna)
    - 1:a plats med det ungerska laget

  - 1930 i Berlin
    - 1:a plats dubbel (med Viktor Barna)
    - 1:a plats mixed dubbel (med Mária Mednyánszky)
    - 1:a plats med det ungerska laget

  - 1931 i Budapest
    - 1:a plats singel
    - 1:a plats dubbel (med Viktor Barna)
    - 1:a plats mixed dubbel (med Mária Mednyánszky)
    - 1:a plats med det ungerska laget

  - 1932 i Prag
    - 2:a plats singel
    - 1:a plats dubbel (med Viktor Barna)
    - 2:a plats mixed dubbel (med Mária Mednyánszky)
    - 2:a plats med det ungerska laget

  - 1934 i Paris
    - 3:e plats singel
    - 1:a plats dubbel (med Viktor Barna)
    - 1:a plats mixed dubbel (med Mária Mednyánszky)
    - 1:a plats med det Ungerska laget

  - 1935 i London
    - 2:a plats singel
    - 1:a plats dubbel (med Viktor Barna)
    - 3:e plats mixed dubbel (med Mária Mednyánszky)
    - 1:a plats med det ungerska laget

  - 1936 i Prag
    - 5:e plats med det ungerska laget

  - 1937 i Baden
    - 2:a plats med det ungerska laget

- Ungerska mästerskapen - guldmedaljer
  - 1929 – Singel och dubbel (med Viktor Barna) samt mixed dubbel (med Mária Mednyánszky)
  - 1931 – Singel och dubbel (med Viktor Barna)
  - 1932 – Dubbel (med Viktor Barna)
  - 1934 – Singel och dubbel (med Tibor Házi) samt mixed dubbel (med Mária Mednyánszky)
  - 1935 – Dubbel (med Tibor Házi) och mixed dubbel (med Anna Sipos)
  - 1936 – Dubbel (med László Bellák)

- Öppna engelska mästerskapen
  - 1931 – 1:a plats singel och 1:a plats dubbel (med Viktor Barna)
  - 1932 – 1:a plats singel
  - 1936 – 1:a plats dubbel (med László Bellák)

- Australiska Mästerskapen
  - 1937 - 1:a plats singel och 1:a plats dubbel (med István Kelen)
  - 1950 - 1:a plats singel och 1:a plats dubbel (med M. Dankin)
  - 1952 - 1:a plats singel
  - 1955 - 1:a plats mixed dubbel (med P. Cathcart)